# Indus
Indus (på sanskrit: सिन्धु, Sindhu, vilket betyder flod) är den viktigaste floden i Pakistan och en av de tre största floderna på Indiska halvön. Dess källa ligger i Tibet, på norra sidan av Kailasberget, mer än 6 000 meter över havet, och dess utflöde vid Arabiska sjön i Indiska oceanen ligger omkring 3 200 kilometer från källan. Avrinningsområdet är ett 1 138 800 kvadratkilometer stort område.
Under namnet Singh-gi-tschu har floden först en nordvästlig riktning, upptar bifloden Gartang och strömmar in på Kashmirs område. Nedanför Leh (3 430 meter över havet) mottar den Zanskar (från vänster) och bryter nära Skardo fram genom Himalayas västra kedjor. Därefter vänder den sig mot sydväst samt upptar från höger Gilgit och, vid Attock, 320 meter över havet, Kabulfloden, vilken har ungefär samma vattenmassa som Indus.
Från sin källa till Attock faller floden 5-6 meter på 1,5 kilometer, från Attock till havet, 1 515 kilometer, endast 0,33 meter på samma väglängd och är därför segelbar därifrån. Från Attock har floden ett sydligt lopp längs Punjabs västra gräns och parallellt med Sulimanbergen samt upptar vid Mithankot, Punjabs förenade vatten, Panjnad ("de fem strömmarna"), vilken bildats genom förening av Jhelum, Chenab, Ravi, Beas och Sutlej, och som givit Punjab ("de fem strömmarna") dess namn. Ovanom föreningen har Indus en bredd av omkring 550 meter. Nedanför föreningen har Indus vid lågt vattenstånd en bredd av 2 000 meter. Flodens hela lopp genom Punjab och Sindh ända till dess utflöde i Arabiska sjön är delat av öar och sandbankar. Sedan den kommit in på Sindhs område, utsänder den från vänster den första av sina mynningsarmar, Nara, som sannolikt går i Indus gamla bädd och utmynnar i Rann of Kutch, och något ovanför Hyderabad, 150 kilometer från mynningen, Fulaili eller Guni, med vilken deltat börjar. Detta upptar en areal av 8 000 kvadratkilometer och sträcker sig 250 kilometer längs kusten. Man räknar 13 mynningar utom sammanbindningskanaler och obetydliga armar.

## Översvämning
I juli och augusti 2010 drabbades Pakistan av de värsta översvämningarna i landets historia, när Indus svämmade över sina bräddar. Enligt Pakistans myndighet för katastrofberedskap var tolv miljoner människor drabbade. FN uppgav att 4,5 miljoner människor var direkt berörda. Flera broar och vägar förstördes.